# Chinese Character Code for Information Interchange
Der Chinese Character Code for Information Interchange (CCCII, chinesisch 中文資訊交換碼, Pinyin Zhōngwén zīxùn jiāohuànmǎ – „Chinesischer Zeichencode für Informationsaustausch; Chinesischer Datenaustauschkode“) ist ein chinesischer Zeichensatz, der ISO/IEC-2022-konform ist.
Der Zeichensatz ist ein gemischter 8- und 24-Bit-Zeichensatz. Die ersten 128 Codepunkte sind in 8 Bit kodiert und entsprechen ASCII. Die nachfolgenden 128 Codepunkte sind in 24 Bit in einer dreidimensionalen 94×94×94-Matrix kodiert, so können theoretisch 830.584 Zeichen kodiert werden.
Dieser Bereich ist in 15 sogenannten layers eingeteilt. Diese layers kodieren zwar alle dieselben chinesischen Schriftzeichen, aber in verschiedenen Varianten. So kodiert layer 1 Langzeichen, layer 2 Kurzzeichen, layer 13 Kanji und layer 14 Hanja. Die dazwischenliegenden layers werden für weitere Varianten verwendet, während layer 15 reserviert ist.
Aufgrund seiner Eigenschaften wird der Zeichensatz sehr häufig von Bibliotheken verwendet, so verwendet z. B. die Library of Congress CCCII (East Asia Coded Character, EACC, ANSI/NISO Z39.64, 東亞文字碼,  Dōngyà wénzìmǎ – „Ostasiatischer Schriftzeichencode; Ostasiatischer Zeichenkode“).